# Labastide-Murat
Labastide-Murat korábbi község Franciaországban, Lot megyében. Lakosainak száma 645 fő (2018. január 1.). Labastide-Murat Vaillac, Montfaucon, Fontanes-du-Causse, Caniac-du-Causse, Soulomès, Saint-Sauveur-la-Vallée, Lamothe-Cassel és Beaumat községekkel határos.
2016. január 1-jén négy másik korábbi községgel egyesült és az így létrejött Cœur de Causse új község része lett.

## Népesség
A település népességének változása:
| Lakosok száma | 718  | 687  | 700  | 610  | 690  | 640  | 670  | 985  | 648  | 645  |
|               | 1962 | 1968 | 1975 | 1990 | 1999 | 2008 | 2013 | 2016 | 2017 | 2018 |